# Vitalij Havryš
Vitalij Volodymyrovyč Havryš (in ucraino Віталій Володимирович Гавриш?; Černihiv, 18 marzo 1986) è un ex calciatore ucraino, di ruolo difensore.